# Сугиура (пистолет)
Тип Сугиура — японский пистолет, производившийся в марионеточном государстве Маньчжоу-Го для офицеров Квантунской армии.

## Описание
Пистолет производился как под патроны .32 ACP (7,65 мм Browning) так и под стандартные японские пистолетные боеприпасы 8 × 22 мм Намбу. Действие автоматики основано на свободном затворе со скрытым курком. Разборка пистолета следует по методу Браунинга — поворот ствола и снятие направляющей втулки.
Питание осуществляется из магазина ёмкостью в 8 патронов. Отделка оружия голубого цвета, накладка рукояти выполнена из дерева грецкого ореха.
Исходя из внешнего вида, предполагается, что основой для разработки данного пистолета послужил американский Colt Model 1903. 
Точная дата начала и окончания производства не известна, но после капитуляции Японии, завод по производству этих пистолетов перешёл к китайским коммунистам, которые продолжили выпуск пистолетов для нужд Народно-освободительной армии Китая.